# Cyphonoxia brenskei
Cyphonoxia brenskei är en skalbaggsart som beskrevs av Edmund Reitter 1895. Cyphonoxia brenskei ingår i släktet Cyphonoxia och familjen Melolonthidae. Inga underarter finns listade i Catalogue of Life.